# Echoverleihung 1997
Der 6. Echo wurde am 6. März 1997 wie im Vorjahr in Hamburg im Congress Center Hamburg vergeben. Die Kategorien Schlager und Volksmusik wurden getrennt und nur jeweils einmal vergeben. Die Toten Hosen erhielten zwei Auszeichnungen und waren somit die Gewinner des Abends.
Die Veranstaltung wurde erstmals von der ARD ausgestrahlt. Durch die Show führte Axel Bulthaupt.

## Nationaler Newcomer des Jahres
Fool’s Garden – Lemon Tree
- Die Ärzte – Rod Loves You
- Mr. President – Coco Jamboo
- Tic Tac Toe – Verpiss’ dich

## Internationaler Newcomer des Jahres
Spice Girls – Spice
- Faithless – Reverence
- The Fugees – The Score
- Robert Miles – Dreamland
- Skunk Anansie – Paranoid and Sunburnt

## Musikvideo des Jahres national
Die Toten Hosen – Zehn kleine Jägermeister

## Medienmann des Jahres
Uwe Lechner

## Handelspartner des Jahres
L+P aus Berlin

## Marketingleistung des Jahres
Sony Music für Der kleine Eisbär

## Produzent des Jahres
Stefan Raab

## Erfolgreichster nationaler Künstler im Ausland
Enigma – Beyond the Invisible

## Comedy Produktion des Jahres
Otto Waalkes – Friesenjung

## Jazz Produktion des Jahres
Paco de Lucía, Al di Meola und John McLaughlin – Heart of the Immigrants 

## Volksmusik Act des Jahres
Kastelruther Spatzen
- Die Paldauer
- Hansi Hinterseer
- Stefanie Hertel

## Schlager Act des Jahres
Wolfgang Petry
- Claudia Jung
- Die Flippers
- Nicole
- Roger Whittaker

## Dance Single des Jahres national
Mr. President – Coco Jamboo

## Gruppe des Jahres international
The Fugees – The Score

## Gruppe des Jahres national
Die Toten Hosen – Zehn kleine Jägermeister

## Künstler des Jahres international
Eros Ramazzotti – Dove c’è musica

## Künstler des Jahres national
Peter Maffay – Siehst du die Sonne

## Künstlerin des Jahres international
Alanis Morissette – Head over Feet

## Künstlerin des Jahres national
Blümchen – Herz an Herz

## Erfolgreichste nationaler Song des Jahres
Andrea Bocelli und Sarah Brightman – Time to Say Goodbye

## Lebenswerk
Frank Farian